# Anici Aquil·les Aginantí Faust
Anici Aquil·les Aginantí (o Aginatius) Faust (fl. 483–508), també conegut com Faustus albus ("blanc"), va ser un polític romà durant el domini d'Odoacre. Entre els seus germans hi havia Rufí Aquil·les Meci Plàcid i Rufí Aquil·les Sividi.

## Biografia
La seva carrera la coneixem gràcies a dues inscripcions als seients del Colosseu.
Va ser praefectus urbi de Roma, figura en una inscripció que celebra la seva tasca en la restauració d'una imatge de Minerva danyada per la caiguda d'una teulada durant un aldarull. L'aldarull es pot identificar amb la guerra civil que va conduir a la deposició i mort de l'emperador Antemi el 472, mentre que la restauració es podria haver dut a terme sota Odoacre, abans del 483.
El 483 va ser nomenat cònsol, sense col·lega. És probable que no fos reconegut per la cort oriental.
El 502-503 podria haver estat nomenat praefectus urbi per segona vegada. En aquells anys va ser contactat per Magnus Fèlix Ennodi per ser nomenat advocatus fisci a la Ligúria. Ennodi també li va escriure el 506 i el 508. També podria ser el destinatari d'una carta d'Àlcim Ecdidi Avit, i també d'una carta de Teodoric el Gran a un Faust que ocupava el càrrec de praepositus.